# Портрет Маргариты Стонборо-Витгенштейн
«Портрет Маргариты Стонборо-Витгенштейн» — женский портрет австрийского художника Густава Климта.
Демонстрируется в экспозиции Новой пинакотеки в Мюнхене.
Картина выполнена Климтом по заказу отца портретируемой Карла Витгенштейна, одного из самых видных промышленников Австро-Венгрии и обладателя несметных богатств. Вероятно, ему порекомендовала обратиться к Климту старшая сестра Маргариты Гермина, хотя и сам Витгенштейн был известен как один из крупных спонсоров строительства Дома сецессиона. 23-летняя Маргарита Стонборо-Витгенштейн изображена в привлекающем внимание зрителя белом платье из муарового бархата с кружевами, которое, несмотря на открытые плечи, считают свадебным.
О работе над портретом сохранились документальные свидетельства в виде трёх писем Климта. В первом, адресованном матери Маргариты Леопольдине Витгенштейн, художник в начале 1904 года благодарит за оказанное ему доверие и одновременно просит о дополнительном времени на его создание, поскольку не сможет приступить к работе раньше середины марта. Во втором письме Климт просит разрешение на участие ещё не готового портрета во II выставке Германского союза художников в Берлине весной 1905 года. В третьем письме Густав Климт оговаривает финансовые вопросы (ставка Климта за портрет составляет 5 тыс. гульденов, что соответствует 63 тыс. евро) и обязуется улучшить портрет, устранив претензию о «семейной непохожести» Маргариты на нём. Как и при работе над другими портретами, Климт пользовался фотографиями Маргариты. Согласно исследованиям искусствоведа Томаса Цаунширма, портрет подвергся неоднократным изменениям. Только в конечном варианте на картине появилась чёрная линия в нижней трети и орнаментальная арка над головой девушки, усилившая связь портретируемой с фоном картины. Тем не менее, Маргарите её портрет так и не смог понравиться. В некоторых сочинениях о Витгенштейнах даже приводится легенда о том, что Маргарита сама исправила себе рот на портрете, а в 1963 году, когда семья продала портрет Баварским государственным собраниям картин, реставраторы эту корректуру удалили. В 1911 году портрет Маргариты Стонборо-Витгенштейн вместе с портретом Эмилии Флёге, несколькими пейзажами, «Тремя возрастами женщины» и «Смертью и жизнью» принимал участие в Международной художественной выставке в Риме.

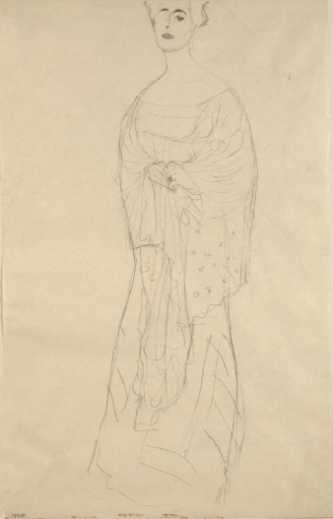
Эскиз к портрету Маргариты Стонборо-Витгенштейн
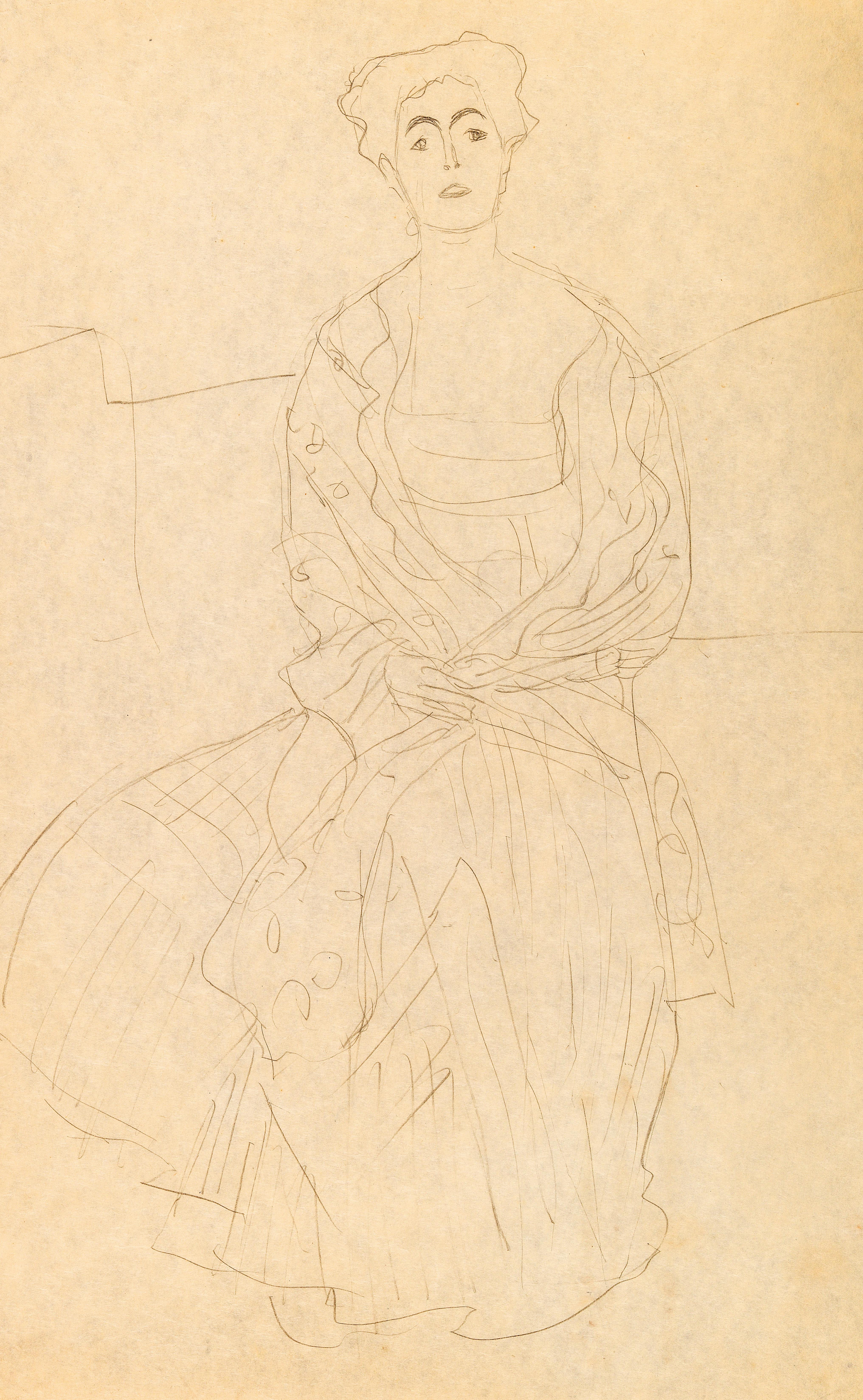
Эскиз к портрету Маргариты Стонборо-Витгенштейн
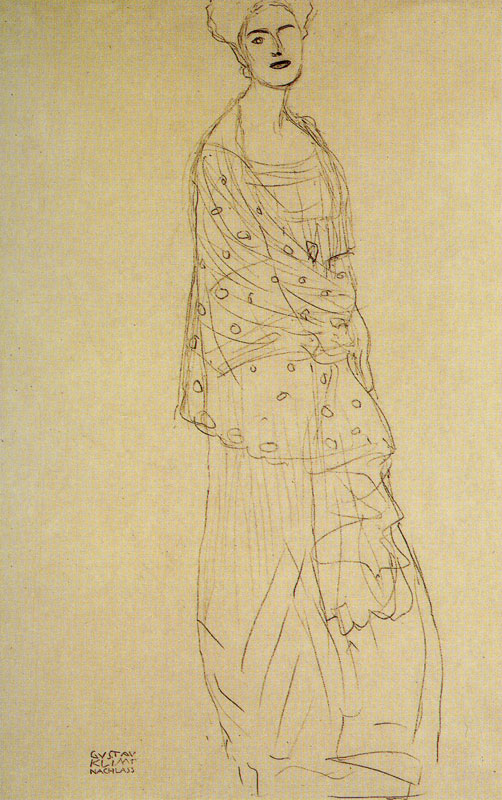
Эскиз к портрету Маргариты Стонборо-Витгенштейн
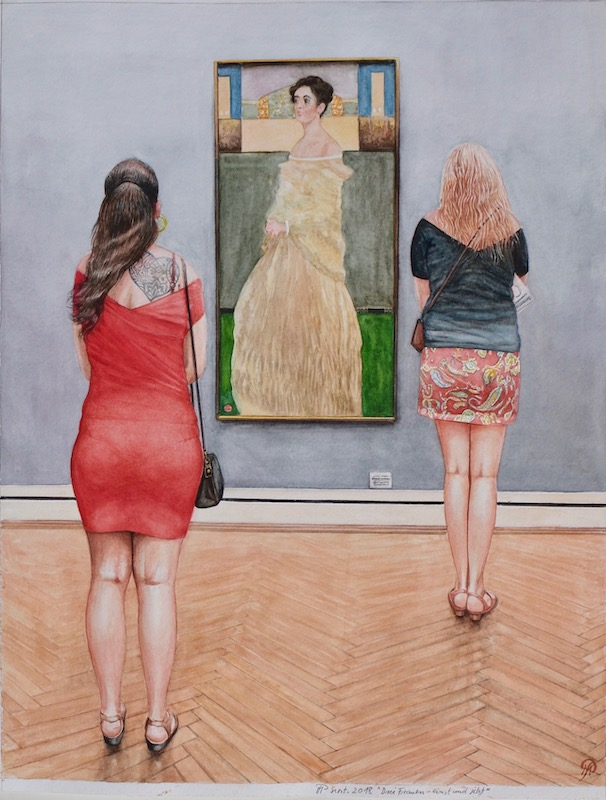
Макс Пфаллер. Три женщины. 2018